# Carphoides incopriarius
Carphoides incopriarius là một loài bướm đêm trong họ Geometridae.